# Kristofer Dominicusson
Kristofer Dominicusson, död 1605, var en svensk hemmansägare och länsman från Bergsnäs i Nordingrå socken. Dominicusson var son till kyrkoherde Dominicus Nicolai. Han var riksdagsrepresentant för bondeståndet vid riksdagen 1569.